# Antonio De Poli
Antonio De Poli (Vicenza, 4 ottobre 1960) è un politico italiano, dal 15 marzo 2013 senatore della Repubblica, dopo esserlo stato dal 2006 al 2008, e dall'11 luglio 2025 segretario dell'Unione di Centro, dopo esserne stato vicesegretario dal 2014 al 2016 e presidente dal 2016 al 2025.

## Biografia
Nato a Vicenza ma residente a Carmignano di Brenta (Padova). Prima della carriera politica lavorava nelle Ferrovie dello Stato, manutenzione impianti elettrici nella stazione di Castelfranco Veneto. A maggio 2022 consegue la laurea magistrale in scienze economiche all'Università telematica "Pegaso".

## Carriera politica
Da sempre legato al territorio, dopo avere militato nel movimento giovanile della Democrazia Cristiana, dal 1990 al 1995 è stato sindaco del comune di Carmignano di Brenta, del quale è stato consigliere comunale dal 1995 al 1999 e dal 2004 al 2009.
Alle elezioni regionali in Veneto del 1995 si candida nel collegio regionale di centro-destra in quota Centro Cristiano Democratico (CCD), nella mozione del deputato forzista Giancarlo Galan, risultando eletto in consiglio regionale del Veneto e ricoprendo l'incarico di capogruppo del CCD.
Alle elezioni europee del 1999 viene candidato al Parlamento europeo, tra le liste del CCD nella circoscrizione Italia nord-orientale, ottenendo 7.869 preferenze, ma insufficienti per l'elezione.
Alle regionali venete del 2000 venne rieletto consigliere regionale in quota CCD nel listino del presidente Galan, ottenendo inoltre 8.450 preferenze personali nella circoscrizione di Padova; dal 2000 al 2004 è inoltre stato Assessore regionale alle Politiche sociali, Programmazione sociosanitaria, Volontariato e Non profit del Veneto e riveste il ruolo di Coordinatore nazionale degli Assessori regionali alle Politiche sociali.
Successivamente viene nominato prima dalla Conferenza delle Regioni come componente dell'Agenzia nazionale per il Terzo settore e poi, dalla Regione Veneto, come Presidente del Comitato di Gestione del Fondo Speciale Regionale per il Volontariato.

### Europarlamentare
Alle elezioni europee del 2004 viene eletto al Parlamento europeo nelle liste dell'Unione di Centro nella circoscrizione Italia nord-orientale con 27.473 preferenze, risultando il primo degli eletti al Parlamento Europeo nelle liste dell'Unione di Centro nella circoscrizione Italia nord-orientale (Veneto, Trentino-Alto Adige, Friuli Venezia Giulia ed Emilia-Romagna). È stato membro della commissione per l'occupazione e gli affari sociali e presidente dell'intergruppo di lavoro sul volontariato europeo e vicepresidente della Commissione Pesca.
Alle elezioni regionali in Veneto del 2005 è stato nuovamente eletto consigliere (18.326 preferenze per la provincia di Padova) e nominato Assessore regionale alle Programmazione Socio-Sanitaria, Volontariato e Non Profit del Veneto; si è conseguentemente dimesso dalla carica di europarlamentare, venendo sostituito da Iles Braghetto.

### Elezione a senatore e deputato
Alle elezioni politiche del 2006 viene candidato al Senato della Repubblica, tra le liste dell'Unione di Centro nella circoscrizione Veneto in terza posizione, risultando eletto senatore. Nella XV legislatura della Repubblica è stato membro della 11ª Commissione Lavoro, previdenza sociale.
Alle elezioni politiche del 2008 viene candidato alla Camera dei deputati, tra le liste dell'UdC nella circoscrizione Veneto 1 in terza posizione, risultando eletto deputato grazie alla rinuncia di Pier Ferdinando Casini (che opta per la circoscrizione Liguria).
È stato promotore del progetto "Occhi Puntati", volto a creare un prototipo per permettere alle persone paralizzate di scrivere con gli occhi.

### Candidatura alla presidenza della Provincia di Padova
Alle elezioni amministrative del 2009 è stato candidato alla presidenza della provincia di Padova, sostenuto da UdC, Liga Veneta Repubblica e la lista civica "Per la Provincia di De Poli Presidente", raccogliendo l'11,28% dei voti ma venendo sconfitto dalla candidata di centro-destra Barbara Degani (53,87%) e superato da quello di centro-sinistra Antonio Albuzio (30,57%). Viene comunque eletto consigliere provinciale in quanto candidato presidente non eletto, rimanendo in carica fino al 19 aprile 2010.

### Candidatura alla presidenza della Regione Veneto
In vista delle elezioni regionali del 2010 si candida alla presidenza della Regione Veneto, sostenuto da UdC e Unione Nord-Est e appoggiato esternamente da Alleanza per l'Italia, raccogliendo il 6,39% dei voti e venendo sconfitto dal candidato del centro-destra, nonché ministro delle politiche agricole, alimentari e forestali, Luca Zaia (60,16%) e superato da quello del centro-sinistra Giuseppe Bortolussi (29,08%), non riuscendo nemmeno ad essere eletto consigliere regionale.

### Questore del Senato
Alle elezioni politiche del 2013 viene rieletto in Senato nella lista Con Monti per l'Italia (in quota UDC) nella circoscrizione Veneto.
Il 21 marzo 2013 viene eletto questore del Senato della Repubblica con 144 voti (risultando il più votato), eletto grazie ad un accordo tra Scelta Civica e PD.
Il 29 marzo 2013 presenta un disegno di legge per la prevenzione, la cura e la riabilitazione dell’autismo e disposizioni per l’assistenza alle famiglie delle persone affette da questa malattia
Il 20 dicembre 2016 il consiglio nazionale dell'Unione di Centro nomina De Poli presidente del partito.
Alle elezioni politiche del 2018 viene rieletto senatore con il 44,94% nel collegio uninominale Veneto - 05 (Padova), sostenuto dalla coalizione di centrodestra (in quota UDC), superando Leopoldo Armellini del Movimento 5 Stelle (24,60%) e Luigi Bisato del centrosinistra (23,30%).
Assieme agli altri due senatori dell'UDC (Paola Binetti e Antonio Saccone) si iscrive al gruppo parlamentare di Forza Italia.
Il 28 marzo 2018 viene rieletto questore del Senato della Repubblica per Forza Italia, risultando nuovamente il più votato (questore anziano) con 165 voti. Nella XVIII Legislatura, è autore di un disegno di legge per il riconoscimento delle manifestazioni temporanee e delle attività svolte dai 600.000 volontari delle Pro Loco in tutta Italia.
Nel dicembre 2019 è tra i 64 firmatari (di cui 41 di Forza Italia) per il referendum confermativo sul taglio dei parlamentari: pochi mesi prima i senatori berlusconiani avevano disertato l'aula in occasione della votazione sulla riforma costituzionale.
Nel 2020 viene nominato Ambasciatore di Padova capitale europea del volontariato 2020.
Dal 2013 al 2022 il Senato grazie al lavoro del Questore Anziano De Poli ha risparmiato oltre 344 milioni di euro
Nell'agosto 2022 viene approvato il testo unico sulle malattie rare che ha assorbito diversi disegni di legge, tra cui uno presentato da De Poli agli inizi della legislatura.
Alle elezioni politiche anticipate del 2022 De Poli viene ricandidato al Senato sia nel collegio uninominale Marche - 02 (Ancona), sostenuto dalla coalizione di centro-destra, che tra le liste di Noi Moderati (lista composta da UdC, Noi con l’Italia, Italia al Centro e Coraggio Italia) nel collegio plurinominale Veneto - 02 in seconda posizione, venendo rieletto nell'uninominale con il 41,29% dei voti e superando i candidati del centro-sinistra, in quota Partito Democratico - Italia Democratica e Progressista, Marco Bentivogli (29,47%) e del Movimento 5 Stelle Samuela Melini (13,66%). Nella XIX legislatura viene confermato Questore del Senato, con 105 voti, e il 18 ottobre viene eletto Presidente del nuovo gruppo parlamentare “Civici d'Italia-Noi Moderati-Maie” che farà parte della maggioranza di centro-destra a Palazzo Madama..
Il 29 marzo 2023 lascia la presidenza del gruppo alla collega Michaela Biancofiore, in relazione al suo impegno da Questore.
È attualmente presidente dell'ANIOC (Associazione nazionale insigniti delle onorificenze cavalleresche) che conta in Italia oltre 200.000 soci.
L’11 luglio 2025 su decisione del consiglio nazionale del partito lascia il posto di presidente a Lorenzo Cesa diventando segretario.